# Walter Martos
Walter Roger Martos Ruiz (ur. 11 lutego 1957 w Cajamarce, zm. 7 stycznia 2025) – peruwiański polityk i wojskowy.
Pełnił liczne funkcje dowódcze w peruwiańskiej armii, dochodząc do stopnia generała-majora. Od 3 października 2019 do 6 sierpnia 2020 pełnił funkcję ministra obrony. 6 sierpnia 2020 zaprzysiężony na funkcję premiera Peru. Funkcję pełnił do 11 listopada 2020.